# Orazi e Curiazi (opera)
Orazi e Curiazi è un'opera di Saverio Mercadante su libretto di Salvadore Cammarano. Fu rappresentata per la prima volta al Teatro San Carlo di Napoli il 10 novembre 1846.
Gli interpreti della prima rappresentazione furono:
| Personaggio       | Interprete         |
| ----------------- | ------------------ |
| Il vecchio Orazio | Marco Arati        |
| Orazio            | Pietro Balzar      |
| Camilla           | Erminia Frezzolini |
| Sabina            | Anna Salvetti      |
| Curiazio          | Gaetano Fraschini  |
| Il gran sacerdote | Teofilo Rossi      |

Il direttore era Antonio Farelli; la scenografia era di Angelo Belloni, Leopoldo Galluzzi e Giuseppe Castagna.

## Trama
L'avvenimento ha luogo in Roma, e fuori le sue mura, declinando il primo secolo della sua fondazione.

## Struttura Musicale

### Atto I
- Introduzione La spada formidabile (Coro)
- Cavatina di Camilla Qual prece o voto formar potremo? (Camilla, Coro, Sabina)
- Duetto Curiazio-Camilla Talora solingo e tacito (Curiazio, Camilla, Coro, Vecchio Orazio, Sabina)
- Cavatina di Orazio Di fratello, di figlio, di sposo (Orazio, Coro)
- Coro Del terzo cielo benigna diva
- Finale I Ora non è più questa (Orazio, Camilla, Curiazio, Sabina, Sacerdote, Vecchio Orazio, Coro)

### Atto II
- Duetto Curiazio-Orazio Se d'ogni affetto umano
- Scena del Giuramento Pria di pugnar si sciolgano - Non di trombe, non di brandi (Coro, Vecchio Orazio, Sacerdote, Orazio)
- Aria Camilla La mia prece, il pianto accogli - Arde già l'atroce guerra!... (Camilla, Coro, Curiazio, Sacerdote, Sabina)

### Atto III
- Aria Curiazio Ah! Come a lei mostrarmi - Non l'odi? Vil mi chiama (Curiazio, Camilla, Sabina, Coro)
- Aria Vecchio Orazio Oh! Se morendo, s'ei prolungato - Piango...ma queste lagrime (Vecchio Orazio, Coro)
- Coro Salve, guerrier magnanimo
- Finale II Dammi, se a queste lagrime - Ah! Su di lei tremendo foco - Sento...l'estremo...anelito!... (Camilla, Orazio, Coro)

## Discografia
| Anno | Cast (Orazio, Camilla, Curiazio, Il vecchio Orazio)                    | Direttore, Orchestra e Coro | Etichetta                                             |
| ---- | ---------------------------------------------------------------------- | --- | ----------------------------------------------------- |
| 1975 | Christian du Plessis, Janet Price, Richard Greager, Malcolm King       | Kenneth Montgomery, Bournemouth Sinfonietta Orchestra and Choir (Registrazione dal vivo di un concerto alla Queen Elizabeth Hall, 27 aprile) | 78rpm: Unique Opera Records Corporation Cat: UORC 250 |
| 1993 | Nelly Miricioiu, Anthony Michaels-Moore, Marcus Jerome, Alastair Miles | David Parry, Philharmonia Orchestra and the Mitchell Choir                                                                                   | Audio CD: Opera Rara ORC 12                           |